# Камышевка (Донецкая область)
Камышевка (укр. Комишівка) — посёлок городского типа, входит в Селидовский городской совет Донецкой области Украины.
Население по переписи 2001 года составляло 560 человек. Почтовый индекс — 85482. Телефонный код — 6237. Код КОАТУУ — 1413845600.

## Местный совет
85400, Донецької обл., м. Селидове, вул. К.Маркса, 8, 7-24-17  (укр.)